# Ontslapeniskathedraal (Astana)
De Kathedraal van de Ontslapenis van de Moeder Gods (Russisch: Кафедральный собор в честь Успения Пресвятой Богородицы) is de Russisch-Orthodoxe kathedraal in de Kazachse hoofdstad Astana.

## Geschiedenis
In 1997 werd het toenmalige Astana de hoofdstad van Kazachstan. Voor de orthodoxe kerk een aanleiding om er de kathedraal voor het bisdom Astana en Alma-Ata in het metropolitane arrondissement van de Russisch-Orthodoxe Kerk in Kazachstan te bouwen. Vanaf 2004 werd het project onder metropoliet Methodius uitgewerkt.
In januari 2006 werd begonnen met het leggen van de eerste steen. De eerste liturgieviering in de nog in aanbouw zijnde kathedraal werd met Pasen gevierd. De muren en gewelven werden voltooid in 2009, daarna begon de bekleding van de ruwe bouw met wit marmer. In augustus van hetzelfde jaar werden door de metropoliet van Astana en Alma-Ata in aanwezigheid van diverse hoogwaardigheidsbekleders de vijf koepels en kruisen van de kathedraal gewijd. Op 17 januari 2010 verrichtte zijne heiligheid patriarch van Moskou en heel Rusland Kirill ten slotte de grote wijdingsrite.
Het belangrijkste altaar in de bovenkerk werd gewijd aan de Ontslapenis van de Moeder Gods, daarnaast zijn er altaren ter ere van Cyrillus en Methodius en de aartsengel Gabriël. In de benedenkerk werd het altaar gewijd aan de nieuwe martelaren en belijders van Kazachstan.
Patriarch Kirill bracht op 29 mei 2012 in aansluiting op een ontmoeting met president Nazarbajev opnieuw een bezoek aan de kathedraal en leidde er een gebedsdienst. Na de dienst verleende de patriarch onderscheidingen aan diverse vertegenwoordigers van organisaties van goede doelen.
De kerk werd gebouw voor 4000 gelovigen. Het gebouw heeft een hoogte van 68 meter en beslaat een totale oppervlakte van 2000 m².

## Bron
- Russisch Patriarchaat